# Avant-Garde de Saint-Étienne
Ne doit pas être confondu avec Association sportive de Saint-Étienne.
L’Avant-Garde de Saint-Étienne (AGSE) est une association sportive et culturelle omnisports créée en 1902 à Saint-Étienne (Loire) et affiliée à la Fédération sportive et culturelle de France.

## Histoire
Deux ans après sa nomination à Saint-Étienne, comme curé de la paroisse Saint-François Régis (fondée en 1858), l'abbé Granjean y créée en 1902 une « Œuvre d'hommes, jeunes gens et enfants » qui comprend alors un patronage — avec gymnastique, boxe, tir, bâtons et jeux — une chorale, une clique et un patronage de filles. Cette œuvre organise également des cercles d’études et des fêtes sportives locales. Deux ans plus tard la gymnastique bénéficie en propre d'un gymnase et devient « Avant-garde de Saint François » (AGSF) qui se distingue aussitôt lors des concours de la Fédération des sociétés catholiques de gymnastique du Rhône et du sud-est. 

### Jusqu'à la première guerre mondiale (1902-1914)
Souvent désignée à ces occasions comme « Avant-Garde de Saint-Étienne » elle est déclarée sous ce nom au journal officiel le 21 janvier 1908, un an après son affiliation à la Fédération gymnastique et sportive des patronages de France (FGSPF). La même année elle représente la région lyonnaise au concours international du Vatican du 21 au 29 septembre et est la cheville ouvrière du cinquantenaire de la paroisse dont la première pierre de la nouvelle église est posée deux ans plus tard, le 19 juin 1910. L'abbé Granjean est à la fois moniteur de gymnastique et chef de la fanfare ; dans une période agitée par des querelles avec les laïcs il renforce l’association d’une « brigade cycliste » pour encadrer et sécuriser ses défilés. En 1911, l'AGSE compte plus de 1 200 membres et se déplace au concours international de Nancy.
En 1912, le départ du père Granjean est mal vécu par la majorité des membres. La nouvelle église est inaugurée le 23 février 1913 sans l'harmonie, la clique, ni les fifres qui n'ont pas survécu au départ de leur principal animateur. La gymnastique ne survit que laborieusement et renonce au concours du Puy-en-Velay le 22 juin. Quelques fidèles parviennent à concourir dans une catégorie inférieure à Roanne le 12 juillet 1914 mais c'est pour dénombrer avec une certaine nostalgie, dans les rangs d'autres sections, les gymnastes et moniteurs qui ont fait jadis les beaux jours de l'association. Un mois plus tard la guerre est déclarée ; les activités, hormis la préparation militaire, entrent en sommeil et trente-cinq membres de l'Avant-Garde tombent au champ d’honneur.

### Entre les deux-guerres: des bas et des hauts (1919-1939)

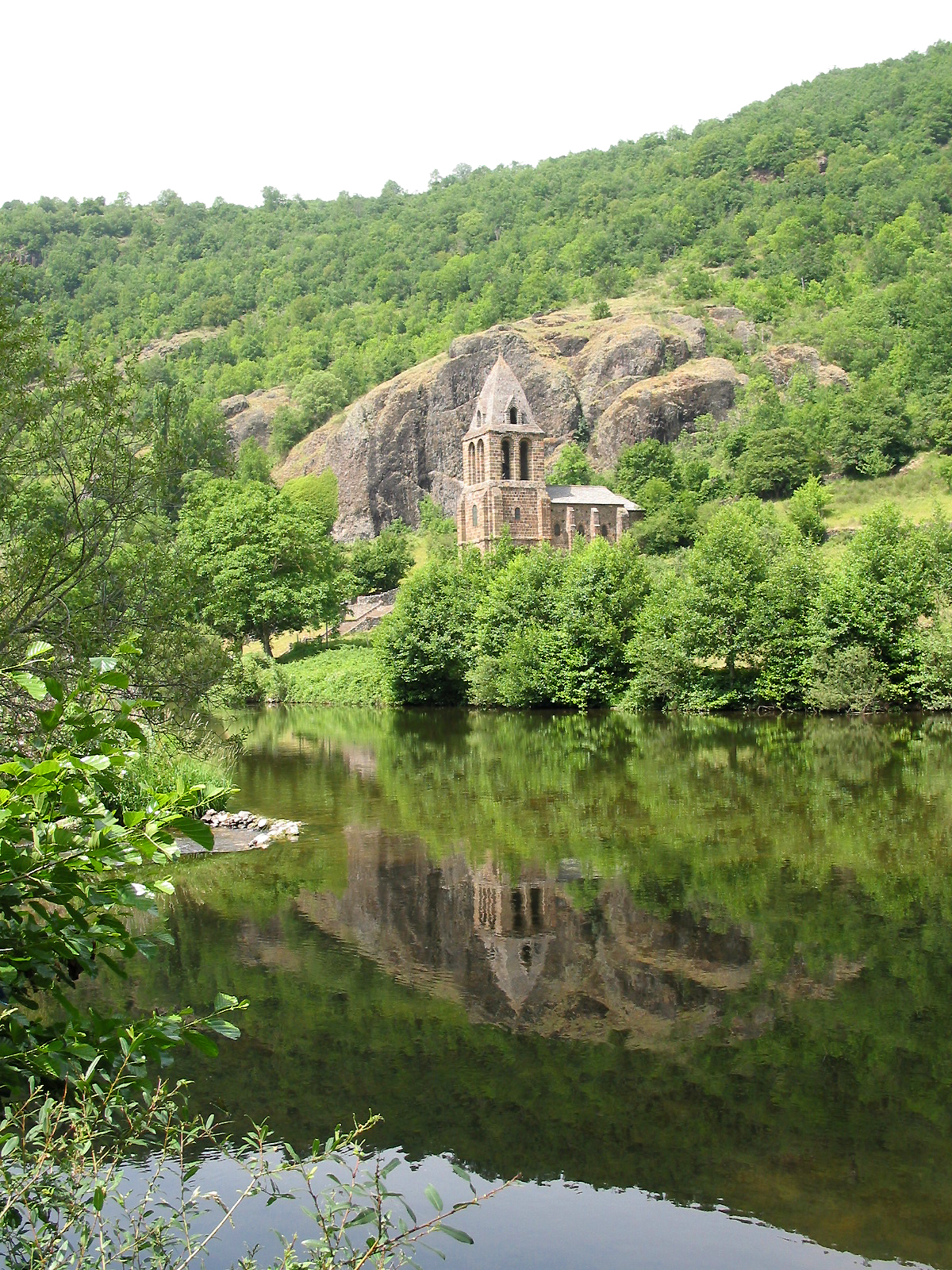
Siaugues-Saint-Romain.

Dès 1918, l'abbé Gattier, vite suivi de l'abbé Laurent, relance la gymnastique qui participe avec 13 autres sections au concours du 21 juillet. La clique reprend son activité l'année suivante alors que la gymnastique enregistre le retour des anciens. Le football apparaît en 1920 et le 2 août de la même année, 45 garçons et filles partent en colonie de vacances à Siaugues-Saint-Romain,. Le 6 août 1921 l'Avant-Garde se classe 1re en Excellence B au concours international de Strasbourg. L'athlétisme se manifeste en 1923 mais la gymnastique ne participe pas au grand concours de Paris et les directeurs se succèdent ensuite à un rythme annuel. L'association, réduite à un embryon de section gymnique, connaît son point le plus bas en 1925. 
L'arrivée de l'abbé Vial, l'année suivante, relance les activités de la fanfare alors que le basket fait son apparition. L'abbé Brives lui succède en 1929 et l'Avant-Garde participe du 11 au 18 juin 1930 avec la sélection de la Loire au concours d'Alger. En dépit de l'instabilité des directeurs, les effectifs et les activités se maintiennent ensuite jusqu'à la déclaration de guerre. Après l'armistice, une certaine activité est maintenue en zone libre et en 1942 la gymnastique bénéficie des services d'un moniteur de qualité, Marcel Duchamp, alors que le basket compte quatre équipes. Le 26 mai 1944, l'église Saint-François est détruite par les bombardements alliés et beaucoup de membres de l'AGSE périssent ce jour-là.

### Reconstruction et heures de gloire (1945-1969)

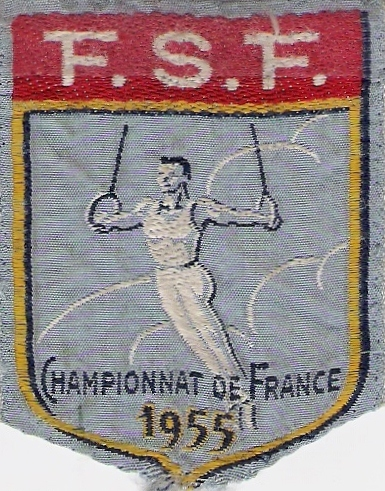
Écusson du championnat de gymnastique de 1955.

Dès la fin de la guerre, l'association se réorganise sous la direction des abbés Rey puis Coignet. En 1945, l'équipe de basket cadets est championne de la Loire ainsi que les gymnastes adultes qui le restent quelques années. En 1948, la gymnastique féminine apparaît avec l'abbé Nantas et Mlle Ayel : les « Mouettes de l’Avant-Garde » prennent leur essor. L'association s'oriente alors de plus en plus vers la compétition et en 1950 un laïc, M. Andrieux, en prend momentanément la direction. Le tennis de table est créé en 1951. Les 2 et 3 juillet 1955 Saint-Étienne reçoit les championnats de France de gymnastique et le grand prix fédéral de musique de la Fédération sportive de France (FSF) qui regroupent 8 000 participants. 
Pour l'AGSE, c'est le point de départ d'une période glorieuse et de 1956 à 1969, elle remporte treize titres consécutifs de champion de France de la FSF par équipe en gymnastique : 1956 à Metz, 1957 à Brest, 1958 à Paris, 1959 au Mans, 1960 à Mâcon, 1961 à Dinard, 1962 à Troyes, 1963 à Caen, 1964 à Chambéry, 1965 à Dreux, 1966 à Nancy, 1967 à Lons-le Saunier, 1969 à Colmar. Robert Fanget, champion national individuel en 1959, 1960, 1962 et 1963 entraîne dans son sillage Bernard Gidrol, Robert Colon, Baptiste Faure, tous internationaux.

### La prise en charge par les laïcs (1969-2000)
Avec le décès de l'abbé Coignet, dernier aumônier de l'AGSE, le 31 janvier 1969, l'association connaît une nouvelle chute d'activités et d'effectifs mais, sous la présidence de Louis Mounier assisté de Robert Pays, elle se rétablit rapidement et se développe. En 1972, à l'occasion de son 70e anniversaire, l'« Avant-Garde de Saint-François » (AGSF) dont le nom rappelle le quartier Saint-François de Saint-Étienne, change de patronyme et devient l'Avant-Garde de Saint-Étienne. La gymnastique de détente apparaît en 1976 alors que l'élite de la gymnastique commence à se confronter à celle de la fédération délégataire. Le cyclotourisme est créé en 1980 alors que les pupilles sont champions fédéraux de la Fédération sportive et culturelle de France (FSCF) en 1980.
En 1985, un incendie détruit les locaux de l’AGSE. Cet évènement malheureux a pour effet d’accélérer la construction du nouveau « gymnase Marcel Duchamp /Jean Coignet », destiné à la gymnastique de haut niveau et inauguré le 3 décembre 1987. En 1988, c'est au tour du tennis de table d'entrer dans une salle rénovée et l'année suivante voit la naissance de la section éveil de l'enfant. Entre-temps, en 1986, Saint-Étienne organise le championnat fédéral de gymnastique féminine. À cette occasion, la messe télévisée regroupe 4 000 jeunes filles dans le palais des congrès. En 1999, l'AGSE est sommée de quitter les locaux paroissiaux qu'elle occupe depuis sa fondation. Grâce à la solidarité locale, elle parvient à se réimplanter dans le même quartier et le 31 mai rend définitivement ses clefs à la paroisse.

### Vers un nouveau siècle
L'AGSE fête son centenaire en 2002. En 2005 et 2006, Mustapha Khiati est champion fédéral FSCF individuel.
En 2014, l'AGSE propose à ses adhérents : gymnastique, football, basketball, tennis, tennis de table, cyclotourisme, éveil de l’enfant, cirque, aquagym, badminton, randonnée pédestre et une chorale de haut niveau de 45 choristes recréée en 2002.

## Dirigeants

### Présidents
| #  | Nom               | Période     |
| -- | ----------------- | ----------- |
| 1  | Monsieur Deyrieux | 1902-1904   |
| 2  | Monsieur Colombet | 1904-1906   |
| 3  | Monsieur Ollivier | 1907-1914   |
| 4  | Monsieur Preynat  | 1919-1934   |
| 5  | Monsieur Andrieu  | 1934-1969   |
| 6  | Abbé Coignet      | 1967-1969   |
| 7  | Monsieur Vincent  | 1969-1971   |
| 8  | Monsieur Mounier  | 1971-1976   |
| 9  | Monsieur Parrat   | 1977-1982   |
| 10 | Monsieur Racodon  | 1983-1986   |
| 11 | Monsieur Palazon  | 1986-1996   |
| 12 | Monsieur Joannant | depuis 1996 |

Les deux premiers cités sont présidents du patronage ; le troisième de la liste est le premier président de l'association déclarée sous le régime de la loi de 1901. Depuis, Monsieur Andrieu a assuré un mandat de trente cinq ans, de 1934 à 1969.

### Aumôniers-directeurs
| #  | Nom            | Période   |
| -- | -------------- | --------- |
| 1  | abbé Grandjean | 1902-1914 |
| 2  | abbé Villand   | 1915-1917 |
| 3  | abbé Gattier   | 1918-1919 |
| 4  | abbé Laurent   | 1919-1924 |
| 5  | abbé Perrier   | 1924-1925 |
| 6  | abbé Cognet    | 1925-1926 |
| 7  | abbé Vial      | 1926-1926 |
| 8  | abbé Brives    | 1926-1933 |
| 9  | abbé Dussauze  | 1933-1936 |
| 10 | abbé Brugère   | 1936-1939 |
| 11 | abbé Epalle    | 1939-1940 |
| 12 | abbé Rey       | 1940-1947 |
| 13 | abbé Coignet   | 1947-1969 |

L'abbé Granjean, fondateur de l'AGSE, est également en 1905 l'initiateur de l'Union gymnastique et sportive des patronages catholiques de la Loire (UGSPL) afin de fédérer les patronages de ce département.
L'abbé Coignet, surnommé « Le Saint » par les membres de l'AGSE reste aumônier-directeur de l'association pendant 22 ans et en assure la présidence de 1967 jusqu'à sa mort en 1969. Il est le dernier prêtre-directeur de l'association.